# Hossein Fatemi
Hossein Fatemi, född 10 februari 1917 i Nain, Persien, död 10 november 1954 i Teheran, var en iransk akademiker, journalist och politiker. Han var Irans utrikesminister från 1952 fram till statskuppen i Iran 1953 som störtade Mohammad Mosaddeqs demokratiskt valda regering. 
Som en av Mossadeqs närmaste män anses Fatemi vara en av dem som utarbetade planen för nationalisering av landets olje- och gastillgångar, vilket anses vara huvudorsaken till att den amerikanska säkerhetstjänsten planerade och genomdrev militärkuppen som inom CIA kom att gå under täcknamnet "Operation Ajax". Efter kuppen greps Fatemi och efter att ha torterats svårt dömdes han till döden vid en summarisk rättegång inför en militärdomstol för "förräderi mot shahen". Han avrättades genom arkebusering den 10 november 1954.